# Феликс Реда
Феликс Реда (на немски: Felix Reda, роден на 30 ноември 1986 с името Юлия Реда) е германски политик от Пиратската партия на Германия и член на Европейския парламент от 2014 до 2019 година, където заема поста заместник-председател на групата Зелените/Европейски свободен алианс. Тя е и председател на Европейски млади пирати – европейската федерация на младежките организации на националните Пиратски партии.
На 26 януари 2022 година Реда обявява, че е сменил името си от Юлия на Феликс. 

## Политическа кариера
Реда става член на Социалдемократическата партия на 16-годишна възраст. Следва политически и обществени науки в Университета в Майнц. През 2009 година, Реда става активист на германската Пиратска партия и от 2010 до 2012 е председател на младежката организация на партията, наречена „Млади пирати“ (Junge Piraten). През 2013 година става един от съоснователите на „Европейските млади пирати“.
В Европейския парламент, Реда се присъединява към съвместната група на Европейската зелена партия и Европейския свободен алианс. Тя е член на Комисията по правните въпроси към ЕП, както и член по заместване на Комисията по вътрешен пазар и защита на потребителите към ЕП и на Комисията по петициите към ЕП. Реда е в Управителния съвет на интергрупата „Програма в областта на цифровите технологии за Европа“ – форум на членове на ЕП, ангажирани по проблемите на дигиталното общество.

## Реформа на авторското право
През юни 2014 година Реда декларира, че реформата на авторското право ще бъде фокус на работата ѝ по време на мандата.
През ноември 2014 година, Реда е посочена за докладчик по Доклада на Парламента, оценяващ прилагането на Директивата на ЕС за авторските права от 2001 година. Черновата на нейния доклад препоръчва – наред с другите неща – хармонизация на ниво ЕС на ограниченията и изключенията в авторското право, съкращаване на срока на времетраенето на авторското право, широки изключения при употреба с образователна цел и засилване на преговорната позиция на авторите във взаимоотношенията им с издателите.
Реакциите на засегнатите от черновата на Доклада страни варират: Германското артистично обединение Initiative Urheberrecht като цяло приветства черновата на доклада, докато френското дружество за колективно управление на авторски права Société des Auteurs et Compositeurs Dramatiques нарича предложенията „неприемливи“; писателят и активист за либерализация в законите за авторското право Кори Доктороу нарича предложенията „удивително смислени“, докато бившата депутатка в ЕП от шведската Пиратска партия Амелия Андерсдотер ги критикува като твърде консервативни.